# Kansas City Chiefs 1977
La stagione 1977 dei Kansas City Chiefs è stata la ottava nella National Football League e la 18ª complessiva. Questa fu la peggiore stagione nella storia della franchigia fino al 2008, con i Chiefs che vinsero solo due gare su quattordici. Dopo avere perso tutte le prime cinque gare, il capo-allenatore Paul Wiggin fu licenziato dopo una sconfitta per 44–7 contro i Cleveland Browns nella settimana 7. Tom Bettis divenne l'allenatore a interim per il resto della stagione. In seguito la squadra perse tutte le ultime 6 partite, terminando sul 2–12. 

## Roster
| Roster dei Kansas City Chiefs nel 1977 |
| --- |
| Quarterback - 11 Tony Adams - 10 Mike Livingston Running Back - 43 John Brockington FB - 42 MacArthur Lane - 22 Ted McKnight FB - 21 Arnold Morgado - 14 Ed Podolak - 32 Tony Reed Wide Receiver - 83 Larry Brunson - 89 Henry Marshall - 84 Charlie Wade - 80 Lawrence Williams Tight End - 85 Ed Beckman - 81 Tony Samuels - 88 Walter White Offensive Linemen - 56 Charlie Ane C - 65 Tom Condon G - 77 Charlie Getty T - 60 Matt Herkenhoff T - 70 Jim Nicholson T - 58 Jack Rudnay C - 73 Bob Simmons G - 76 Rod Walters G Defensive Linemen - 61 Cliff Frazier DT - 78 Willie Lee DT - 87 John Lohmeyer DT - 64 Whitney Paul DE - 72 Keith Simons DT - 99 Wilbur Young DE Linebacker - 53 Billy Andrews - 59 Raymond Burks - 57 Jimbo Elrod - 52 Thomas Howard Sr. - 63 Willie Lanier - 51 Jim Lynch - 55 Dave Rozumek Defensive Back - 25 Gary Barbaro FS - 37 Tim Collier CB - 40 Ricky Davis SS - 46 Tim Gray SS - 24 Gary Green CB - 18 Emmitt Thomas CB - 25 Ricky Wesson Special Team - 3 Jan Stenerud K - 44 Jerrel Wilson P |
| Legenda - I rookie sono in corsivo. - Il primo ruolo è il principale mentre gli eventuali successivi indicano i ruoli secondari. - (IR) sta per Injured Reserve ed indica la lista ristretta per un solo giocatore infortunato che può tornare ad allenarsi dopo la settimana 6 e a rientrare in prima squadra dopo che questa ha giocato 8 partite. - (NF-Inj.) / (NF-Ill.) stanno rispettivamente per Non-Football Injured e Non-Football Illness ed indicano le liste dove viene inserito un giocatore che ha un infortunio o una malattia non dipendente dal football americano. - (PUP) sta per Physically Unable to Perform ed indica la lista dove viene inserito un giocatore mentre è in attesa di recuperare la condizione fisica. Nella stagione regolare dopo la sesta partita giocata dalla propria squadra, il giocatore ha tempo tre settimane per riprendere ad allenarsi, più tre settimane aggiuntive dal suo rientro agli allenamenti per rientrare in prima squadra.                                                  |

## Calendario
| Stagione regolare |                         |           |                                 |          |
| Turno             | Avversario              | Risultato | Stadio                          | Pubblico |
| 1                 | at New England Patriots | S 17–21   | Schaefer Stadium                | 58,185   |
| 2                 | San Diego Chargers      | S 7–23    | Arrowhead Stadium               | 56,146   |
| 3                 | Oakland Raiders         | S 28–37   | Arrowhead Stadium               | 60,684   |
| 4                 | at Denver Broncos       | S 7–23    | Mile High Stadium               | 74,878   |
| 5                 | Baltimore Colts         | S 6–17    | Arrowhead Stadium               | 63,076   |
| 6                 | at San Diego Chargers   | V 21–16   | San Diego Stadium               | 33,010   |
| 7                 | at Cleveland Browns     | S 7–44    | Cleveland Stadium               | 60,381   |
| 8                 | Green Bay Packers       | V 20–10   | Arrowhead Stadium               | 62,687   |
| 9                 | at Chicago Bears        | S 27–28   | Soldier Field                   | 49,543   |
| 10                | Denver Broncos          | S 7–14    | Arrowhead Stadium               | 54,050   |
| 11                | at Houston Oilers       | S 20–34   | Astrodome                       | 42,934   |
| 12                | Cincinnati Bengals      | S 7–27    | Arrowhead Stadium               | 38,488   |
| 13                | Seattle Seahawks        | S 31–34   | Arrowhead Stadium               | 22,262   |
| 14                | at Oakland Raiders      | S 20–21   | Oakland–Alameda County Coliseum | 50,304   |

## Classifiche
| AFC West           |    |    |   |      |     |      |     |     |     |
|                    | V  | S  | P | %    | DIV | CONF | PF  | PS  | STR |
| Denver Broncos(1)  | 12 | 2  | 0 | .857 | 6–1 | 11–1 | 274 | 148 | S1  |
| Oakland Raiders(4) | 11 | 3  | 0 | .786 | 5–2 | 10–2 | 351 | 230 | V2  |
| San Diego Chargers | 7  | 7  | 0 | .500 | 3–4 | 6–6  | 222 | 205 | S2  |
| Seattle Seahawks   | 5  | 9  | 0 | .357 | 1–3 | 4–9  | 282 | 373 | V2  |
| Kansas City Chiefs | 2  | 12 | 0 | .143 | 1–6 | 1–11 | 225 | 349 | S6  |